# Lackner-ház

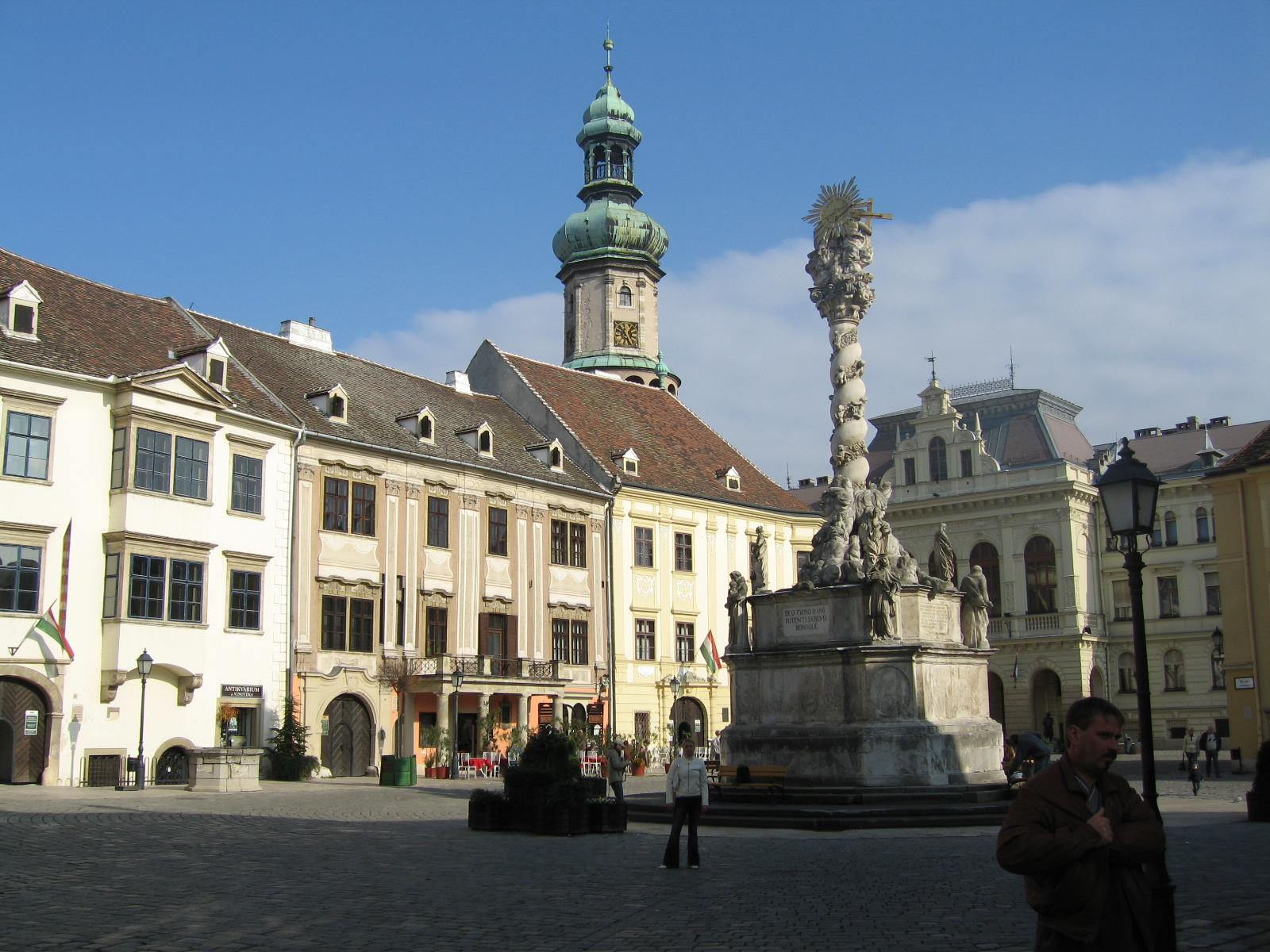
Fő tér középen a Lackner-házzal

A Lackner-ház a Soproni Fő téren álló híres épület, amelyet Lackner Kristóf Sopron polgármesterének idején építettek. Nevezik még Generális-, vagy Tábornok-háznak is, mivel egykor ide szállásolták el Sopron katonai parancsnokait. 

## Az épület
A 15. században épült az udvari keleti szárnya, s a toronyhoz csatlakozó háromszintes rész. A 17. század elején, amikor itt élt Lackner Kristóf, újabb átalakítások történtek. Ebből az időből származhat a főhomlokzata, amelyet később részben módosítottak. A híres polgármester halálakor (1631) a városra hagyományozta az épületet. Azonban az 1676-os nagy tűzvész után ismét átépítették, ekkor készült az udvar kétemeletes árkádsora. 
1830-ban újabb átépítettések következtek, elkészült a főhomlokzat előtti klasszicista erkély. Ezt az első emeleti kőerkélyt négy dór oszlop tartja, amelyet vasrács díszít.
A háznak két bejárata van: egy közvetlenül elöl és egy bal oldalon, melyet Lackner kedvenc jelmondata díszít: „Legyen meg a Te akaratod” („Fiat voluntas tua”). Ugyanitt gótikus ülőfülkéket is  találhatunk. Az udvar északi és keleti oldalát kétemeletes késő reneszánsz kosáríves árkádú nyitott folyosó díszíti. Az épület északnyugati sarkában áll a kiegészített középkori torony, szemben pedig az újkori kőtár nyílik.
Földszintjén jelenleg a Generális étterem működik, a hátsó szárnyban pedig egy múzeumot tekinthetünk meg.